# 陽香 & The Super Traffic Jams
陽香 & The Super Traffic Jams（ハルカ・アンド・ザ・スーパートラフィックジャムズ）は、日本の男女2人組音楽ユニットである。

## メンバー
- 陽香（ハルカ、1987年2月21日 - ）
  - ボーカル・福岡出身。本名：木本陽香（きもと はるか）。
  - 15歳でダンスヴォーカルユニット「CUBE」でデビュー。
- Ya'mangelo（ヤマンゲロ、1982年10月22日 - ）
  - ギター担当。
  - 福岡出身。本名：山口豊（やまぐち ゆたか）。

## 概要
2013年1月、前身のユニットであるハルトラより名前を新たに「陽香 & The Super Traffic Jams」に変更し、活動開始。
同年4月、ミニアルバム『Ripple Of Love』、『Ripple Of Peace』を発売。

## ディスコグラフィー

### アルバム
1. Ripple Of Love（2009年10月）
  - 「imperfection」：DAIBA MUSIC FACTORY2012 グランプリ受賞
2. Ripple Of Peace（2013年4月7日）
  - 「繋がる想い」：TBSラジオ「あなたへモーニングコール」PICK UP ON AIR 2013 3/18〜24
3. 「Because You Smile」（2014年4月13日）